# Сухопутные войска Беларуси
Сухопу́тные войска́ Беларуси (бел. Сухапу́тныя во́йскі Беларусі) — вид вооружённых сил Беларуси. Предназначены для решения задач по отражению ударов противника и его разгрому в случае развязывания им агрессии.

## История
Сухопутные войска Беларуси ведут свою историю от частей Сухопутных войск СССР, дислоцированных в Белорусском военном округе.
Помимо этого, в БелВО были передислоцированы некоторые формирования ВС СССР, находившиеся на момент распада СССР на территории стран Организации Варшавского Договора в составе ЗГВ, ЦГВ и ЮГВ:
- 11-я гвардейская танковая Прикарпатско-Берлинская Краснознамённая, ордена Суворова дивизия;
- 19-я гвардейская танковая Николаевско-Будапештская Краснознамённая, ордена Суворова дивизия;
- 30-я гвардейская мотострелковая Иркутско-Пинская орденов Ленина и Октябрьской Революции, трижды Краснознамённая, ордена Суворова дивизия имени Верховного Совета РСФСР.

## Задачи

### В мирное время
- поддержание боевого потенциала, боевой и мобилизационной готовности органов управления, соединений, воинских частей и учреждений сухопутных войск на уровне, обеспечивающем отражение нападения локального масштаба;
- обеспечение перевода войск с мирного на военное время в установленные сроки для выполнения задач по отражению агрессии противника;
- несение боевого дежурства выделенными силами и средствами;
- подготовка органов управления и войск к ведению боевых действий и выполнению других задач в соответствии с их предназначением;
- создание и содержание запасов вооружения, военной техники и материальных средств в объёмах, обеспечивающих гарантированное решение задач, стоящих перед сухопутными войсками;
- участие в ликвидации последствий аварий, катастроф и стихийных бедствий;
- поддержание на высоком уровне морально-психологического состояния личного состава.

### В военное время
- выполнение задач по плану стратегического развёртывания Вооружённых Сил Республики Беларусь;
- локализация (пресечение) возможных военных конфликтов, отражение агрессии противника боеготовыми в мирное время частями сухопутных войск, а при необходимости — с отмобилизованием соединений и частей;
- отражение нападения в любых условиях стратегической обстановки как самостоятельно, так и совместно с вооружёнными силами союзников;
- проведение совместно с ВВС и войсками ПВО Вооружённых Сил Республики Беларусь (при участии вооружённых сил стран СНГ, подписавших Договор о коллективной безопасности) оборонительных и контрнаступательных операций по разгрому агрессора;
- нанесение поражения противнику и создание предпосылок к прекращению военных действий;
- формирование и подготовка резервов, восполнение потерь войск в личном составе, вооружении и военной технике по специальностям и номенклатуре сухопутных войск[4].

## Структура
Сухопутные войска непосредственно управляются Министерством обороны и организационно подразделяются на два оперативных командования: Западное (польское направление, штаб в Гродно, создано на базе 28-й общевойсковой армии) и Северо-Западное (прибалтийское направление, штаб в Борисове, создано на базе 7-й танковой армии), а также отдельные воинские части.
Численность личного состава Сухопутных войск по состоянию на начало 2022 года составляла 11,7 тыс. человек.

### Соединения и части центрального подчинения
| Шеврон | Название формирования                                                                         | Место дислокации    | Примечания |
| ------ | --------------------------------------------------------------------------------------------- | ------------------- | --- |
|        | 361-я база охраны и обслуживания центральных органов военного управления ВС РБ                | г. Минск            | Структура: батальон охраны, 2 автомобильных батальона по обслуживанию Минобороны и подвижных пунктов управления |
|        | 465-я ракетная бригада                                                                        | г. Осиповичи        | тактический/оперативно-тактический ракетный комплекс «Точка» или «Точка-У» |
|        | 51-я гвардейская артиллерийская Оршанская Краснознамённая, ордена Александра Невского бригада | г. Осиповичи        | Самоходная пушка 2С5 «Гиацинт-С» и буксируемая гаубица 2А65 «Мста-Б». С 2012 года в структуре группы: самоходно-артиллерийское и гаубичное отделения по комплектованию, состоящие из дивизионов полного состава и подразделений кадра, подразделения обеспечения. Каждое из отделений примерно соответствует артполку |
|        | 336-я реактивная артиллерийская бригада                                                       | г. Осиповичи        | Единственная в ВС РБ вооружена 300-мм 12-ствольными РСЗО «Смерч» и РСЗО «Полонез» |
|        | 2287-й отдельный радиотехнический батальон 8-я радиотехническая бригада ПВО                   | г. Брест            | |
|        | 188-я инженерно-сапёрная бригада                                                              | г. Могилёв          | |
|        | 52-й отдельный специализированный поисковый батальон                                          | дер. Боровка        | Поиск и захоронение останков военнослужащих ВС СССР, погибших в годы Второй мировой войны на территории Беларуси |
|        | Кинологический центр вооружённых сил                                                          | г. Колодищи         | |
|        | образцово-показательный оркестр ВС РБ                                                         | г. Минск            | |
|        | 30-я база хранения вооружения и техники                                                       |                     | |
|        | 72‑й гвардейский Объединённый учебный центр подготовки прапорщиков и младших специалистов     | Борисов             | |
|        | 1405‑й артиллерийская база боеприпасов                                                        | дер. Большая Горожа | |

### Северо-Западное оперативное командование
| Шеврон | Название формирования                                                                                         | Место дислокации | Примечания                               |
| ------ | --- | ---------------- | ---------------------------------------- |
|        | 120-я отдельная гвардейская механизированная Рогачёвская Краснознамённая, орденов Суворова и Кутузова бригада | г. Минск         |                                          |
|        | 19-я отдельная гвардейская механизированная Николаевско-Будапештская Краснознамённая, ордена Суворова бригада | п. Заслоново     | До 2014 года — база хранения ВиВТ        |
|        | 231-я артиллерийская бригада                                                                                  | дер. Боровка     | На вооружении САУ 2С5 «Гиацинт»          |
|        | 740-й Минский зенитный ракетный полк                                                                          | г. Борисов       | ЗРК «Оса»                                |
|        | 7-й инженерный Торуньский орденов Александра Невского и Красной Звезды полк                                   | г. Борисов       |                                          |
|        | 60-й отдельный Барановичский полк связи                                                                       | г. Борисов       |                                          |
|        | 814-й центр технического обслуживания в составе 2 ремонтно-восстановительных батальонов                       | г. Борисов       |                                          |
|        | 34-я база хранения вооружения техники расформирована в 2005—2006 гг.                                          | г. Борисов       | бывшая 34-я гвардейская танковая дивизия |
|        | 110-й отдельный полк материального обеспечения                                                                | г. Борисов       |                                          |
|        | 10-й отдельный батальон радиоэлектронной борьбы                                                               | Борисов          |                                          |
|        | 227‑й общевойсковой полигон                                                                                   | Борисов          |                                          |

### Западное оперативное командование
| Шеврон | Название формирования | Место дислокации | Примечания |
| ------ | --- | ---------------- | --- |
|        | 6-я отдельная гвардейская механизированная Киевско-Берлинская ордена Ленина, Краснознамённая, орденов Суворова и Богдана Хмельницкого бригада                    | г. Гродно        | |
|        | 11-я отдельная гвардейская механизированная Прикарпатско-Берлинская Краснознамённая, ордена Суворова бригада                                                     | г. Слоним        | Структура: 2 танковых батальона, 3 мотострелковых батальона, группа артиллерии, зенитный ракетно-артиллерийский дивизион, разведывательный батальон, батальон связи, инженерно-саперный батальон, ремонтно-восстановительный батальон, батальон материального обеспечения, медицинская рота |
|        | 111-я гвардейская артиллерийская Кёнигсбергская Краснознамённая, ордена Кутузова бригада                                                                         | г. Брест         | На вооружении: САУ 2С5 «Гиацинт-С» (пришли на замену САУ 2С3 «Акация» в 2014—2015 гг.), буксируемые гаубицы 2А65 «Мста-Б» , |
|        | 1199-й реактивный артиллерийский полк | г. Брест         | 4 дивизиона РСЗО «Ураган» |
|        | 62-я зенитная ракетная бригада расформирована в 2011 году | г. Гродно        | ЗРК «Оса» |
|        | 215-й отдельный радиотехнический полк |                  | такой в/ч в Беларуси нет |
|        | 255-й отдельный радиотехнический полк особого назначения полк исключён из состава Западного оперативного командования и включён в состав специальных войск ВС РБ | г. Новогрудок    | радиоразведка |
|        | 557-я Слуцко-Варшавская орденов Богдана Хмельницкого и Александра Невского инженерная бригада                                                                    | г. Гродно        | |
|        | 74-й Берлинский Краснознаменный, ордена Александра Невского отдельный полк связи                                                                                 | г. Гродно        | |
|        | 815-й центр технического обеспечения | г. Барановичи    | |
|        | 28-я база хранения вооружения и техники | г. Барановичи    | |
|        | 50-я Донецкая база хранения вооружения и техники расформирована в ноябре 2006 года Архивная копия от 8 января 2015 на Wayback Machine                            | г. Брест         | бывшая 50-я гвардейская мотострелковая дивизия |
|        | 108-й отдельный полк материального обеспечения | г. Новогрудок    | |
|        | 48-й отдельный батальон радиоэлектронной борьбы | Брест            | |
|        | 230-й общевойсковой полигон | Барановичи       | |
|        | 117‑я навигационно-топографическая часть |                  | |
|        | 250‑й отдельный батальон охраны и обслуживания |                  | |

## Вооружение и военная техника
Сухопутные войска имеют на вооружении танки, боевые машины пехоты, бронетранспортёры, артиллерию различной мощности и назначения, противотанковые ракетные комплексы, зенитные ракетные комплексы, средства управления, автоматическое стрелковое оружие.
| Тип                                              | Изображение | Производство                          | Назначение                                    | Количество   | Примечания                                                              |
| Танки                                            | Танки       | Танки                                 | Танки                                         | Танки        | Танки                                                                   |
| ------------------------------------------------ | ----------- | ------------------------------------- | --------------------------------------------- | ------------ | ----------------------------------------------------------------------- |
| Т-72Б                                            |             | СССР                                  | Основной боевой танк                          | 477          | Некоторое количество модификаций А, АВ, Б, Б (1989) на хранении         |
| Т-72БМ2                                          |             | СССР Беларусь                         | Основной боевой танк                          | н/д          | Планируется модернизировать от 20 до 30 таких танков в год.             |
| Т-72Б3                                           |             | Россия                                | Основной боевой танк                          | 20           | На вооружении 120-й омехбр                                              |
| Боевые машины пехоты                             |             |                                       |                                               |              |                                                                         |
| БМП-2                                            |             | СССР                                  | Боевая машина пехоты                          | 906          |                                                                         |
| БРМ-1К                                           |             | СССР                                  | Боевая разведывательная машина                | 132          |                                                                         |
| Бронетранспортёры                                |             |                                       |                                               |              |                                                                         |
| МТ-ЛБ                                            |             | СССР                                  | Бронетранспортёр                              | 58           |                                                                         |
| Volat V2                                         |             | Беларусь                              | Бронетранспортер                              | н/д          | Принят на вооружение                                                    |
| БТР-82А                                          |             | Россия                                | Бронетранспортёр                              | 31+          |                                                                         |
| БТР-80                                           |             | СССР                                  | Бронетранспортёр                              | 153          |                                                                         |
| Бронеавтомобили                                  |             |                                       |                                               |              |                                                                         |
| Dongfeng Mengshi EQ2050F                         |             | Китай                                 | Внедорожник                                   | 22           |                                                                         |
| Dajiang CS/VN3                                   |             | Китай                                 | Бронеавтомобиль                               | 8            |                                                                         |
| Тигр (бронеавтомобиль) Лис-ПМ белорусская версия |             | Россия Беларусь                       | Бронеавтомобиль                               | н/д          | На вооружении ВС                                                        |
| Volat V1                                         |             | Беларусь                              | Бронеавтомобиль                               | н/д          | На вооружении ВС                                                        |
| Инженерная техника                               |             |                                       |                                               |              |                                                                         |
| БАТ-2                                            |             | СССР                                  | Путепрокладчик                                | н/д          |                                                                         |
| ИМР-2                                            |             | СССР                                  | Инженерный танк                               | н/д          |                                                                         |
| БРЭМ-К                                           |             | СССР Россия                           | Бронированная ремонтно-эвакуационная машина   | 2            |                                                                         |
| МТУ-20                                           |             | СССР                                  | Танковый мостоукладчик                        | 20           |                                                                         |
| МТУ-55 (МТ-55А)                                  |             | СССР                                  | Танковый мостоукладчик                        | 4            |                                                                         |
| УР-77                                            |             | СССР                                  | Самоходная установка разминирования           | н/д          |                                                                         |
| Артиллерийские системы                           |             |                                       |                                               |              |                                                                         |
| 2С1 Гвоздика                                     |             | СССР                                  | 122-мм САУ                                    | 125          |                                                                         |
| 2С3 Акация                                       |             | СССР                                  | 152-мм САУ                                    | 125          |                                                                         |
| 2С5 Гиацинт-С                                    |             | СССР                                  | 152-мм САУ                                    | 71           | Ещё 36 в частях центрального подчинения.                                |
| 2С19 Мста-С                                      |             | СССР                                  | 152-мм САУ                                    | 12           |                                                                         |
| 2А65 Мста-Б                                      |             | СССР                                  | 152-мм пушка-гаубица                          | 72           | Ещё 36 в частях центрального подчинения.                                |
| 2С12                                             |             | СССР                                  | 120-мм миномёт                                | 14           |                                                                         |
| Реактивные системы залпового огня                |             |                                       |                                               |              |                                                                         |
| БМ-21 «Град», в том числе БМ-21А «БелГрад»       |             | СССР артиллер. часть · Беларусь шасси | 122-мм РСЗО                                   | 128          | Артиллерийская часть перенесена с шасси Урал-375Д на шасси МАЗ-6317     |
| БМ-27 «Ураган»                                   |             | СССР                                  | 220-мм РСЗО                                   | 36           |                                                                         |
| 9А52 «Смерч»                                     |             | СССР                                  | 300-мм РСЗО                                   | 36           |                                                                         |
| В-200 «Полонез»                                  |             | Беларусь                              | 301-мм РСЗО                                   | 10           |                                                                         |
| Противотанковые ракетные комплексы               |             |                                       |                                               |              |                                                                         |
| Метис                                            |             | Россия                                | ПТРК                                          | н/д          |                                                                         |
| Фагот                                            |             | СССР                                  | ПТРК                                          | н/д          |                                                                         |
| 9П148 «Конкурс»                                  |             | СССР                                  | ПТРК                                          | 75           |                                                                         |
| 9П149 «Штурм-С»                                  |             | СССР                                  | ПТРК                                          | 85           |                                                                         |
| Шершень (противотанковый ракетный комплекс)      |             | Беларусь                              | ПТРК                                          | н/д          |                                                                         |
| ПВО                                              |             |                                       |                                               |              |                                                                         |
| ЗУ-23-2                                          |             | СССР                                  | Зенитная артиллерия                           | н/д          |                                                                         |
| Тунгуска                                         |             | СССР                                  | Зенитный ракетно-пушечный комплекс            | н/д          |                                                                         |
| Оса (зенитный ракетный комплекс)                 |             | СССР Беларусь                         | Зенитный ракетный комплекс                    | 6 дивизионов | Есть так же беларуские модификации                                      |
| Шилка (ЗСУ)                                      |             | СССР Беларусь                         | Зенитная самоходная установка                 | н/д          | Имеется небольшое количество ЗСУ, также имеются белорусские модификации |
| Стрела-10                                        |             | СССР Беларусь                         | Зенитный ракетный комплекс                    | н/д          | На вооружении ВС, также имеются белорусские модификации                 |
| Игла (переносной зенитный ракетный комплекс)     |             | СССР                                  | Переносной зенитный ракетный комплекс         | н/д          | На вооружении ВС                                                        |
| Стрела-3 (переносной зенитно-ракетный комплекс)  |             | СССР                                  | Переносной зенитный ракетный комплекс         | н/д          | На вооружении ВС                                                        |
| Тактические ракетные комплексы                   |             |                                       |                                               |              |                                                                         |
| Точка-У                                          |             | СССР                                  | Тактический ракетный комплекс                 | 36           |                                                                         |
| 9К72 «Эльбрус»                                   |             | СССР                                  | Тактический ракетный комплекс                 | 60           |                                                                         |
| 9К720 «Искандер»                                 |             | Россия Реактивн.часть Беларусь Шасси  | Оперативно-тактический ракетный комплекс      | н/д          |                                                                         |
| Грузовики и тягачи                               |             |                                       |                                               |              |                                                                         |
| МАЗ-6317                                         |             | Беларусь                              | Грузовик                                      | н/д          | На вооружении ВС                                                        |
| МЗКТ-7930                                        |             | Беларусь                              | Тягач                                         | н/д          | Используется для транспортировки военной техники.                       |
| БПЛА                                             |             |                                       |                                               |              |                                                                         |
| Бусел (летательный аппарат)                      |             | Беларусь                              | БПЛА                                          | н/д          | На вооружении ВС                                                        |
| Радиоэлектронная борьба                          |             |                                       |                                               |              |                                                                         |
| Комплексы серии «Гроза»                          |             | Беларусь                              | РЭБ                                           | н/д          |                                                                         |
| Р-327 «Кветка»                                   |             | Беларусь                              | РЭБ                                           | н/д          | на вооружении                                                           |
| Стрелковое оружие                                |             |                                       |                                               |              |                                                                         |
| АК-74                                            |             | СССР                                  | Автомат                                       | н/д          | На вооружении                                                           |
| АКС-74У                                          |             | СССР                                  | Автомат                                       | н/д          | На вооружении                                                           |
| VSK-100BP                                        |             | Беларусь                              | Автомат                                       | н/д          | На вооружении                                                           |
| VSK-100                                          |             | Беларусь                              | Автомат                                       | н/д          | На вооружении                                                           |
| Пистолет Макарова                                |             | СССР                                  | Пистолет                                      | н/д          | На вооружении                                                           |
| SMAR-100BPM                                      |             | Беларусь                              | Автомат                                       | н/д          | На вооружении                                                           |
| НСВ-12,7                                         |             | СССР                                  | станковый пулемёт                             | н/д          | На вооружении                                                           |
| Снайперская винтовка Драгунова                   |             | СССР                                  | снайперская винтовка                          | н/д          | На вооружении                                                           |
| РПК-74                                           |             | СССР                                  | ручной пулемёт                                | н/д          | На вооружении                                                           |
| ПСМ                                              |             | СССР                                  | самозарядный пистолет                         | н/д          | На вооружении                                                           |
| Пулемёт Калашникова так же имеется ПКМ и ПКТ     |             | СССР                                  | единый пулемёт                                | н/д          | На вооружении                                                           |
| ГП-25                                            |             | СССР                                  | подствольный гранатомёт                       | н/д          | На вооружении                                                           |
| АГС-17                                           |             | СССР                                  | автоматический станковый гранатомёт           | н/д          | На вооружении                                                           |
| Автомат Калашникова модернизированный            |             | СССР                                  | Автомат                                       | н/д          | На вооружении                                                           |
| ММ-60 «Сапфир»                                   |             | Беларусь                              | реактивный одноразовый гранатомётный комплекс | н/д          | На вооружении                                                           |

## В искусстве
- Жыве Беларусь! - художественный фильм о политическом режиме Александра Лукашенко, о правах человека во время его правления и о современной армейской системе Белоруссии.